# Hjartaneset
Hjartaneset – wieś w zachodniej Norwegii, w okręgu Sogn og Fjordane, w gminie Vågsøy. Miejscowość leży nad cieśniną Ulvesundet, przy norweskiej drodze krajowej nr 623. Hjartaneset znajduje się 8 km na północ od miejscowości Degnepoll oraz około 9 km na północny wschód od centrum administracyjnego gminy Måløy. 
Nieopodal wsi znajduje się latarnia morska Ulvesund, która została wybudowana w 1870 roku.
Miejscowość jest wymieniona w źródłach historycznych pochodzących z XVI wieku.

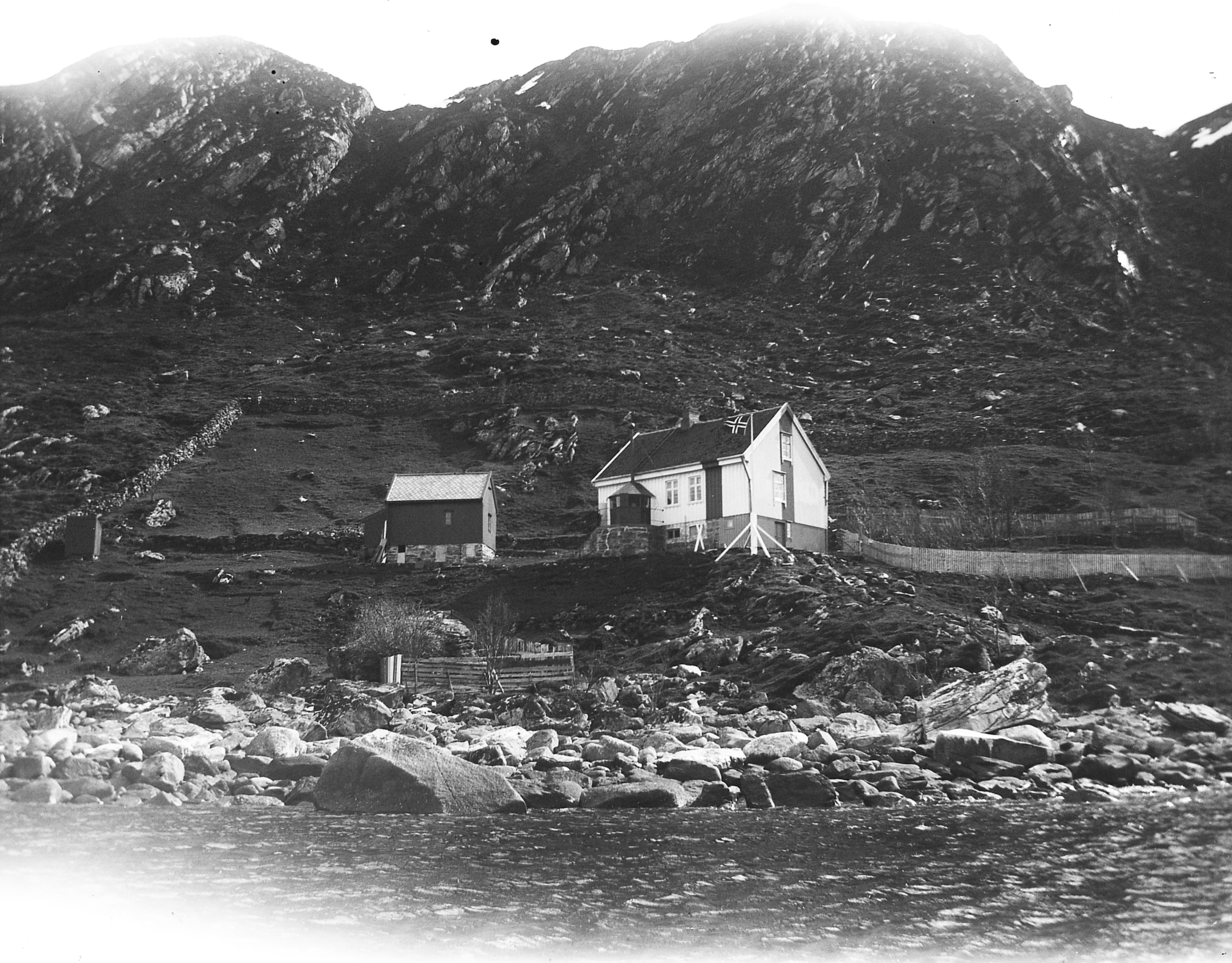
Latarnia morska Ulvesund